# Saint-Rémy-la-Vanne
Saint-Rémy-la-Vanne település Franciaországban, Seine-et-Marne megyében. Lakosainak száma 976 fő (2022. január 1.). Saint-Rémy-la-Vanne Saint-Léger, Choisy-en-Brie, Jouy-sur-Morin, Rebais, Saint-Denis-lès-Rebais és Saint-Siméon községekkel határos.

## Népesség
A település népessége az elmúlt években az alábbi módon változott:
| Lakosok száma | 987  | 982  | 992  | 983  | 987  | 992  | 987  | 981  | 976  |
|               | 2013 | 2015 | 2016 | 2017 | 2018 | 2019 | 2020 | 2021 | 2022 |